# Ivan Margary
Ivan Donald Margary, né le 23 novembre 1896 à Kensington Palace Gardens et mort le 18 février 1976 à Godstone, est un historien britannique qui, de son vivant, devint la principale autorité en matière de voies romaines en Grande-Bretagne. 
Il a écrit de nombreux ouvrages sur les voies romaines dont le plus influent et le plus complet est Roman Roads In Britain.

## Biographie
Il fait des études privées puis s'inscrit au Exeter College d'Oxford en 1913 comme étudiant en chimie. De 1914 à 1919, il sert dans le Royal Sussex Regiment (en) de l'armée britannique pendant la Première Guerre mondiale. Ayant été membre du Officers' Training Corps, il est nommé sous-lieutenant le 8 avril 1915. Il est blessé à plusieurs reprises, notamment une cheville cassée et des balles dans le dos et le cou. Il retourne à Oxford après la guerre et obtient un Bachelor of Arts (BA) en 1921. 
Margary se fait remarquer essentiellement dans l'étude des voies romaines par le développement d'un système de catalogue connu sous le nom de numéros de Margary, numérotant les voies romaines afin qu'elles puissent être référencées par numéro de catalogue pour éviter toute confusion et permettre des références croisées entre les mêmes route entre différentes études et différents auteurs.
Plus tard, il finance les fouilles du palais romain de Fishbourne, près de Chichester dans le West Sussex, et la construction du Margary Quad à Exeter. Il contribue aux fouilles du National Trust au Avebury Stone Circle et au département d'archéologie de la British School at Rome. Ses autres intérêts incluent la météorologie et l'agriculture,.

## Honneurs
En 1932, Margary est élu membre de la Society of Antiquaries of London. Il a décliné toutes les autres candidatures pour reconnaissance.

## Publications
- Roman Roads in Britain, Phoenix House, Londres. Vol. 1 (South, 1955) et Vol.2 (North, 1957)